# ناول گوزمن
ناول ایگناسیو گوزمن پالومکه (اسپانیایی: Nahuel Ignacio Guzmán Palomeque‎؛ زادهٔ ۲۱ مهٔ ۱۹۹۳) بازیکن فوتبال اهل آرژانتین است که هم‌اکنون در باشگاه فوتبال تیگرس بازی می‌کند.